# Bourgbarré
Bourgbarré est une commune française située dans le département d'Ille-et-Vilaine, en région Bretagne.

## Géographie

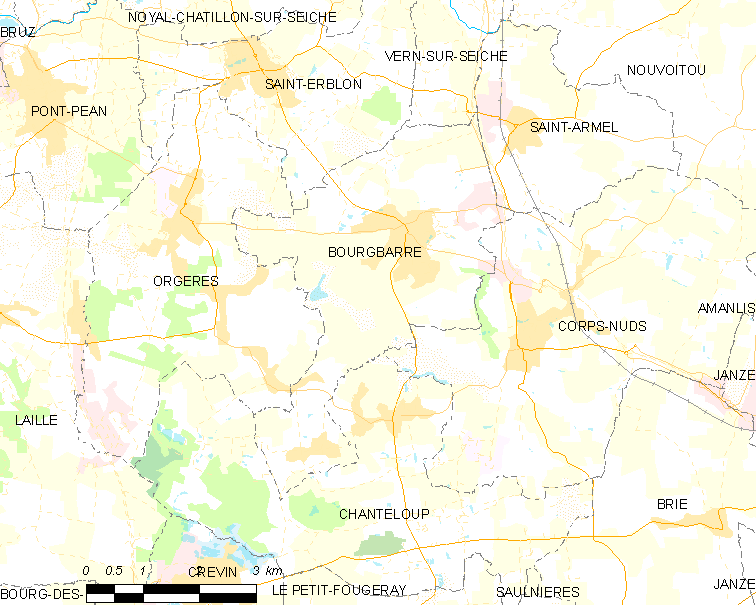
Carte de la commune.

### Communes limitrophes
| Saint-Erblon | Vern-sur-Seiche | Saint-Armel |
| Orgères      | Bourgbarré      | Corps-Nuds  |
|              | Chanteloup      |             |

### Transports
Desservie par les bus du réseau service des transports en commun de l'agglomération rennaise (STAR) via les lignes 74 (61 les dimanches et jours fériés et les vendredis et samedis soir) et 161ex.

### Hydrographie
Pour un article plus général, voir Réseau hydrographique d'Ille-et-Vilaine.
La commune est située dans le bassin Loire-Bretagne. Elle est drainée par l'Ise, la Halleraie, le ruisseau des Coniaux, le ruisseau de Belardon, le ruisseau de la Claie, le ruisseau de la Maisonnais et le ruisseau du Pâtis de landelinais,,.
L'Ise, d'une longueur de 30 km, prend sa source dans la commune de Janzé et se jette  dans la Seiche à Noyal-Châtillon-sur-Seiche, après avoir traversé sept communes. Les caractéristiques hydrologiques de l'Ise sont données par la station hydrologique située dans la commune. Le débit moyen mensuel est de 0,569 m3/s. Le débit moyen journalier maximum est de 9,12 m3/s, atteint lors de la crue du 23 décembre 2020. Le débit instantané maximal est quant à lui de 13,4 m3/s, atteint le même jour.

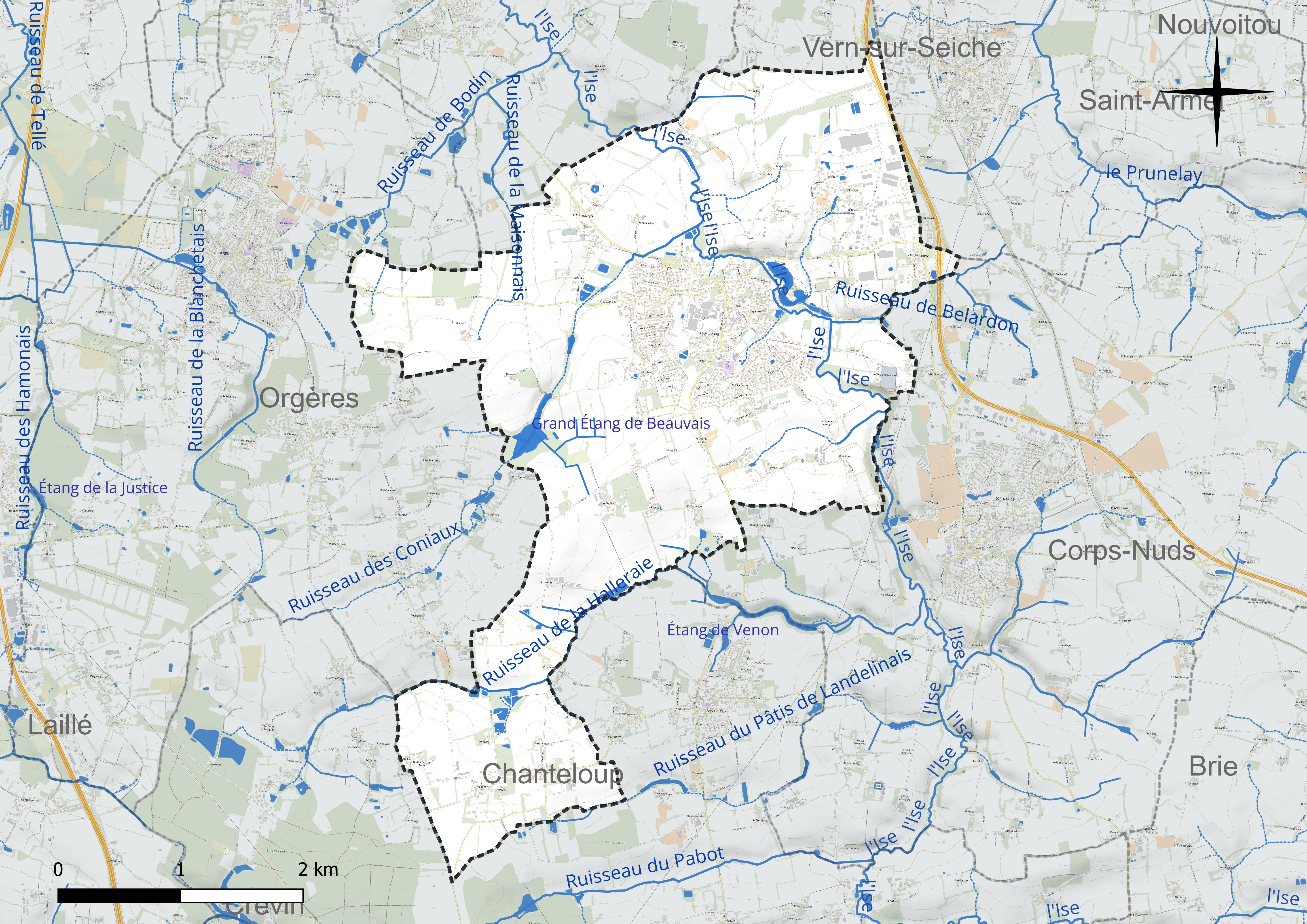
Réseau hydrographique de Bourgbarré.

Un plan d'eau complète le réseau hydrographique : le Grand étang de Beauvais (5,73 ha),.

### Climat
Pour des articles plus généraux, voir Climat de la Bretagne et Climat d'Ille-et-Vilaine.
En 2010, le climat de la commune est de type climat océanique altéré, selon une étude du CNRS s'appuyant sur une série de données couvrant la période 1971-2000. En 2020, Météo-France publie une typologie des climats de la France métropolitaine dans laquelle la commune est exposée à un climat océanique et est dans la région climatique  Bretagne orientale et méridionale, Pays nantais, Vendée, caractérisée par une faible pluviométrie en été et une bonne insolation. Parallèlement l'observatoire de l'environnement en Bretagne publie en 2020 un zonage climatique de la région Bretagne, s'appuyant sur des données de Météo-France de 2009. La commune est, selon ce zonage, dans la zone « Sud Est », avec des étés relativement chauds et ensoleillés.  
Pour la période 1971-2000, la température annuelle moyenne est de 11,7 °C, avec une amplitude thermique annuelle de 13 °C. Le cumul annuel moyen de précipitations est de 742 mm, avec 11,6 jours de précipitations en janvier et 6,4 jours en juillet. Pour la période 1991-2020, la température moyenne annuelle observée sur la station météorologique la plus proche, située sur la commune de Saint-Jacques-de-la-Lande à 11 km à vol d'oiseau, est de 12,4 °C et le cumul annuel moyen de précipitations est de 691,0 mm,. Pour l'avenir, les paramètres climatiques de la commune estimés pour 2050 selon différents scénarios d'émission de gaz à effet de serre sont consultables sur un site dédié publié par Météo-France en novembre 2022.

## Urbanisme

### Typologie
Au 1er janvier 2024, Bourgbarré est catégorisée petite ville, selon la nouvelle grille communale de densité à sept niveaux définie par l'Insee en 2022.
Elle appartient à l'unité urbaine de Bourgbarré, une unité urbaine monocommunale constituant une ville isolée,. Par ailleurs la commune fait partie de l'aire d'attraction de Rennes, dont elle est une commune de la couronne,. Cette aire, qui regroupe 183 communes, est catégorisée dans les aires de 700 000 habitants ou plus (hors Paris),.

### Logement
Le tableau ci-dessous présente une comparaison de quelques indicateurs chiffrés du logement pour Bourgbarré et l'ensemble de l'Ille-et-Vilaine en 2017,.
|                                                        | Bourgbarré | Ille-et-Vilaine |
| ------------------------------------------------------ | ---------- | --------------- |
| Parc immobilier total (en nombre d'habitations)        | 1 623      | 546 440         |
| Part des résidences principales (en %)                 | 96,0       | 86,2            |
| Part des résidences secondaires (en %)                 | 0,5        | 6,9             |
| Part des logements vacants (en %)                      | 3,5        | 6,9             |
| Part des ménages propriétaires de leur logement (en %) | 74,1       | 59,8            |

### Morphologie urbaine
Bourgbarré dispose d'un plan local d'urbanisme intercommunal approuvé par délibération du conseil métropolitain du 19 décembre 2019. Il divise l'espace des 43 communes de Rennes Métropole en zones urbaines, agricoles ou naturelles.

## Toponymie
Les formes anciennes sont :
- Burgobariato (XIIe siècle)[19] ;
- Burgus Barre en 1240[20] ;

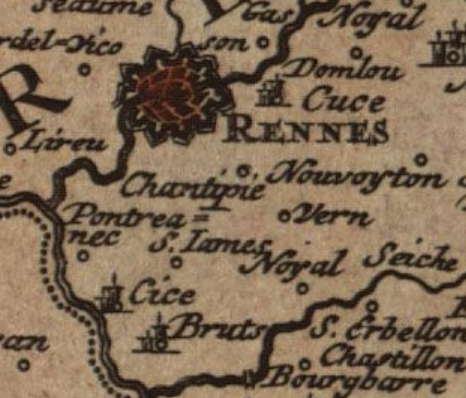
Extrait de la Tabula ducatus britanniae gallis, où l'on peut lire « Bourgbarre ». Le symbole utilisé signifie pagi (bourgs).

- ecclesia de Burgo Barrato en 1516[20] ;
- de Burgo Baratro en 1606[20] ;
- Bourgbarre[réf. souhaitée].

Bourgbarré vient du latin burgus (château fort) et du gaulois barro (sommet).
Le nom gallo, « Bourbârë »[réf. souhaitée].
Une dénomination ancienne, « La Ville Rouge », pourrait remonter à l'époque gallo-romaine.

## Histoire
Paroisse dès le XIIe siècle, située à l'intersection des routes d'Orgères et de Saint-Herblon, Bourgbarré s'est vraisemblablement constituée autour d'une motte féodale défendant la ligne frontière entre Francs et Bretons. Seules quatre maisons subsistent encore de cette époque de la châtellenie, autour de l'église primitive (reconstruite au début du XVIIe). Au XIIIe siècle, les seigneurs de Bourgbarré construisent le manoir de la Vayrie (le nom « Vairie » vient de l'office de haute justice du Voyer ou Viguier) ; le comte Gabriel Ier de Montgommery, qui y demeurait, a été décapité sous l'autorité de Catherine de Médicis le 26 juin 1574. Il est célèbre pour avoir mortellement blessé à l'œil le roi de France Henry II lors d'un tournoi. Au nord de la commune, le manoir de Mesneuf (qui remonte partiellement au XIVe siècle, bien qu'il soit essentiellement, lui et son moulin à eau à pans de bois, datés du XVIe) est avec le presbytère un des derniers témoins de la richesse à cette époque. Il était qualifié de châtellenie, avec un droit de haute justice, un colombier, et relevait de la châtellenie de Bourgbarré.

## Héraldique
| Blason de Bourgbarré | Blason  | D'azur à trois chevrons d'or, à deux clés adossées les anneaux liés par une chaîne d'argent, accompagnées en chef, à dextre et à senestre, et en abîme de trois besants d'or, et en chef au centre et en pointe de trois fers de flèche d'argent; au chef d'argent chargé d'un lion léopardé de sable. |
| Blason de Bourgbarré | Détails | Le statut officiel du blason reste à déterminer. |

## Politique et administration

### Rattachements administratifs et électoraux

#### Circonscriptions de rattachement
Bourgbarré appartient à l'arrondissement de Rennes et au canton de Janzé depuis le redécoupage cantonal de 2014. Auparavant, elle a successivement appartenu aux cantons suivants : Rennes-Sud-Ouest (1833-1973), Rennes-VIII (1973-1982) et Bruz (1982-2015).
Pour l'élection des députés, la commune fait partie de la première circonscription d'Ille-et-Vilaine, représentée depuis juin 2022 par Frédéric Mathieu (LFI-NUPES). Sous la IIIe République, elle appartenait à la deuxième circonscription de Rennes, de 1958 à 1986 à la 2e circonscription (Rennes-Sud) et de 1986 à 2010 à la 4e circonscription (Redon).

#### Intercommunalité
Depuis janvier 2004, la commune appartient à Rennes Métropole. Avant cette date, Bourgbarré était ce qu'on appelle une commune isolée, c'est-à-dire n'appartenant à aucune intercommunalité.
Bourgbarré fait aussi partie du Pays de Rennes.

#### Institutions judiciaires
Sur le plan des institutions judiciaires, la commune relève du tribunal judiciaire (qui a remplacé le tribunal d'instance et le tribunal de grande instance le 1er janvier 2020), du tribunal pour enfants, du conseil de prud'hommes, du tribunal de commerce, de la cour d'appel et du tribunal administratif de Rennes et de la cour administrative d'appel de Nantes.

### Administration municipale
Le nombre d'habitants au dernier recensement étant compris entre 3 500 et 4 999, le nombre de membres du conseil municipal est de 27.
Conseil municipal actuel
Les 27 sièges composant le conseil municipal ont été pourvus le 15 mars 2020 lors du premier tour de scrutin. Actuellement, il est réparti comme suit :

### Liste des maires
| Période                                  | Période                                                       | Identité                                                                    | Étiquette | Qualité |
| ---------------------------------------- | ------------------------------------------------------------- | --------------------------------------------------------------------------- | --------- | --- |
| 1790                                     | ?                                                             | Jean Jouaüd                                                                 |           | |
| Les données manquantes sont à compléter. |                                                               |                                                                             |           | |
| 29 juillet 1792                          | janvier 1794                                                  | Julien Taunel (beau-frère de Jean Jouaüd)                                   |           | |
| janvier 1794                             | ???                                                           | Jounot                                                                      |           | |
| 1799                                     | 6 février 1807 (démission)                                    | René Deshayes                                                               |           | |
| 6 février 1807                           | 26 juin 1811 (démission)                                      | Jean-Baptiste Hardy (ancien premier adjoint de Deshayes)                    |           | |
| 26 juin 1811                             | 04 août 1813 (démission)                                      | Jacques René Jean-Baptiste Artur De la Villarmois (propriétaire de Mesneuf) |           | |
| 04 août 1813                             | vers 1815 (démission)                                         | Martial Hyppolite Jean-Baptiste Artur De la Villarmois (fils du précédent)  |           | |
| vers 1815                                | vers 1815 (démission)                                         | Jean-Baptiste Hardy (second mandat)                                         |           | |
| vers 1815                                | 12 juillet 1817 (appelé par le gouvernement à un autre poste) | Martial De la Villarmois ((second mandat)                                   |           | |
| 12 juillet 1817                          | juin 1824                                                     | Jacques De la Villarmois (second mandat)                                    |           | |
| juin 1824                                | 1830                                                          | Martial De la Villarmois (troisième mandat)                                 |           | |
| 1830                                     | novembre 1846                                                 | Thomas Jouaud (adjoint depuis 1818)                                         |           | |
| novembre 1846                            | 13 août 1848                                                  | Jean-Pierre Massot                                                          |           | |
| 13 août 1848                             | 25 août 1865                                                  | Thomas Jouaud (second mandat)                                               |           | |
| 25 août 1865 (nommé par le préfet)       | fin 1870 (démission)                                          | François Maugère                                                            |           | |
| fin 1870                                 | 14 mai 1871                                                   | Jacques Jouaud                                                              |           | |
| 14 mai 1871                              | 13 décembre 1874                                              | Ernest du Pontavice                                                         |           | |
| 13 décembre 1874                         | 20 janvier 1878                                               | Jean André                                                                  |           | |
| 1878                                     | avril 1940 (décès)                                            | Jean-Marie Maugère(fils de François) (1849-1940)                            | RG        | Agriculteur Conseiller d'arrondissement (1883 → 1885) Conseiller général du canton de Rennes-Sud-Ouest (1885 → 1940) Président du conseil général (1928 → 1934) Chevalier de la Légion d'honneur (1905) |
| avril 1940                               | mars 1971                                                     | Frédéric Lanne                                                              | Rad ind   | |
| mars 1971                                | avril 1985 (démission)                                        | Joseph Panaget,                                                             |           | Dirigeant d'entreprise |
| mai 1985                                 | juillet 1992 (démission)                                      | Jean-Claude Ridard                                                          |           | |
| septembre 1992                           | mars 2001                                                     | Jean Belhomme                                                               |           | Retraité de l'entreprise Bridel |
| mars 2001                                | 25 mai 2020                                                   | Didier Nouyou                                                               | DVG       | Technicien supérieur |
| 25 mai 2020                              | En cours                                                      | Franck Morvan                                                               | DVG       | Directeur d'établissement médico-social |
| Les données manquantes sont à compléter. |                                                               |                                                                             |           | |

### Jumelages
- Frampton on Severn (Royaume-Uni) depuis 1998

## Démographie
L'évolution du nombre d'habitants est connue à travers les recensements de la population effectués dans la commune depuis 1790. Pour les communes de moins de 10 000 habitants, une enquête de recensement portant sur toute la population est réalisée tous les cinq ans, les populations de référence des années intermédiaires étant quant à elles estimées par interpolation ou extrapolation. Pour la commune, le premier recensement exhaustif entrant dans le cadre du nouveau dispositif a été réalisé en 2008.

En 2022, la commune comptait 4 692 habitants, en évolution de +17,71 % par rapport à 2016 (Ille-et-Vilaine : +5,46 %, France hors Mayotte : +2,11 %).
| 1790 | 1793 | 1800 | 1806  | 1821  | 1831  | 1836  | 1841  | 1846  |
| ---- | ---- | ---- | ----- | ----- | ----- | ----- | ----- | ----- |
| 937  | 970  | 966  | 1 002 | 1 135 | 1 180 | 1 135 | 1 112 | 1 087 |

| 1851  | 1856  | 1861  | 1866  | 1872  | 1876  | 1881  | 1886  | 1891  |
| ----- | ----- | ----- | ----- | ----- | ----- | ----- | ----- | ----- |
| 1 132 | 1 051 | 1 066 | 1 078 | 1 080 | 1 084 | 1 098 | 1 056 | 1 046 |

| 1896  | 1901 | 1906  | 1911 | 1921 | 1926 | 1931 | 1936 | 1946 |
| ----- | ---- | ----- | ---- | ---- | ---- | ---- | ---- | ---- |
| 1 010 | 989  | 1 011 | 971  | 883  | 852  | 852  | 798  | 864  |

| 1954 | 1962 | 1968 | 1975  | 1982  | 1990  | 1999  | 2006  | 2008  |
| ---- | ---- | ---- | ----- | ----- | ----- | ----- | ----- | ----- |
| 807  | 819  | 855  | 1 139 | 1 709 | 2 004 | 2 322 | 2 954 | 3 135 |

| 2013  | 2018  | 2022  | - | - | - | - | - | - |
| ----- | ----- | ----- | - | - | - | - | - | - |
| 3 737 | 4 277 | 4 692 | - | - | - | - | - | - |

## Économie
Le bourg dispose de plusieurs commerces de proximité. La société Vicat dispose d'un dépôt de ciment. La déchetterie a fait recouvrir son toit de panneaux solaires en 2009 par Armorgreen.

## Culture locale et patrimoine

### Patrimoine bâti

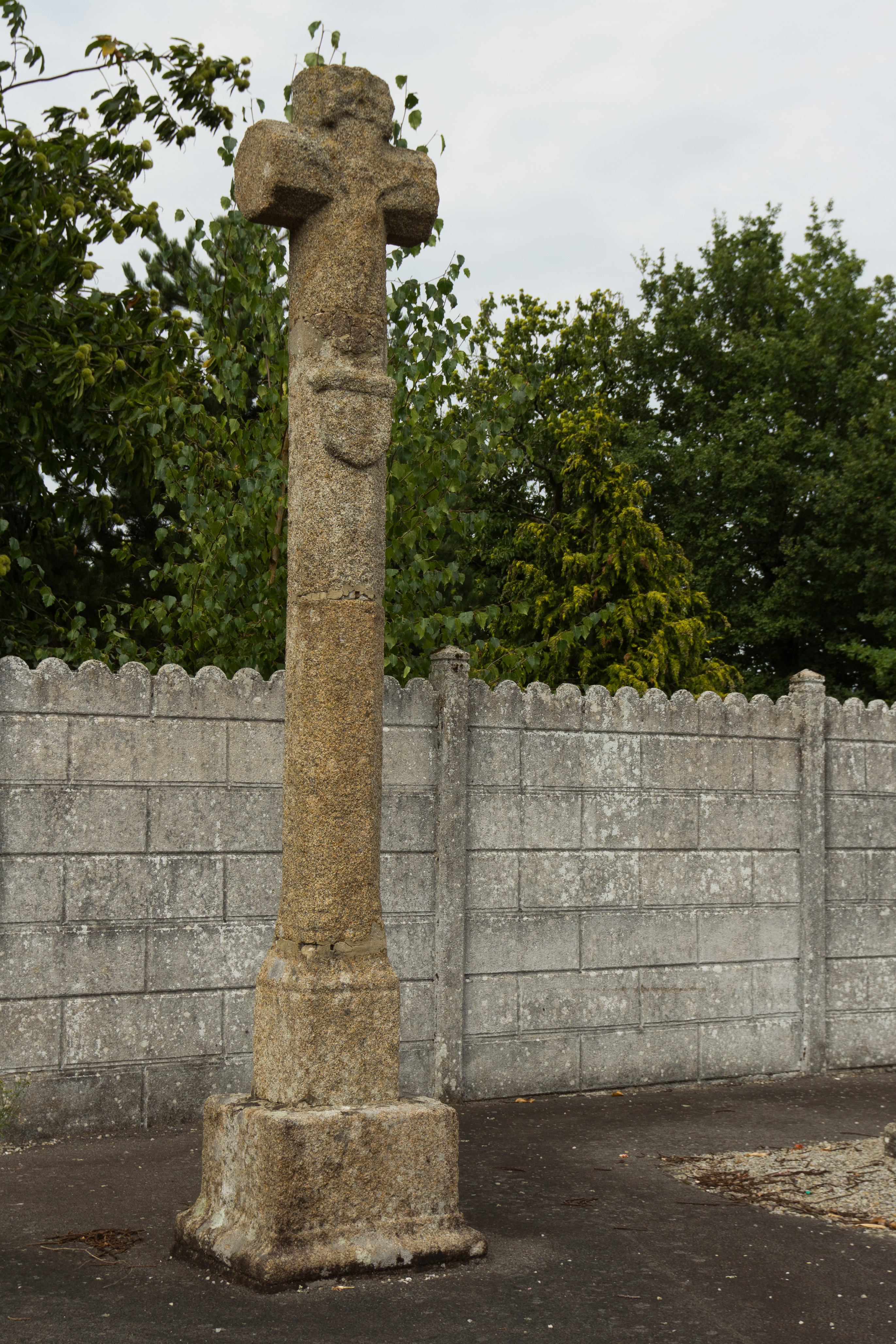
La croix du cimetière.

La commune abrite un monument historique :
- La croix en granit du cimetière, datant du XVe siècle, inscrite par arrêté du 6 mars 1946[40].

L'église de la Sainte-Trinité (XVIIe siècle, clocher du XIXe siècle) contient deux objets classés aux monuments historiques :
- un confessionnal[42] ;
- un retable[43].

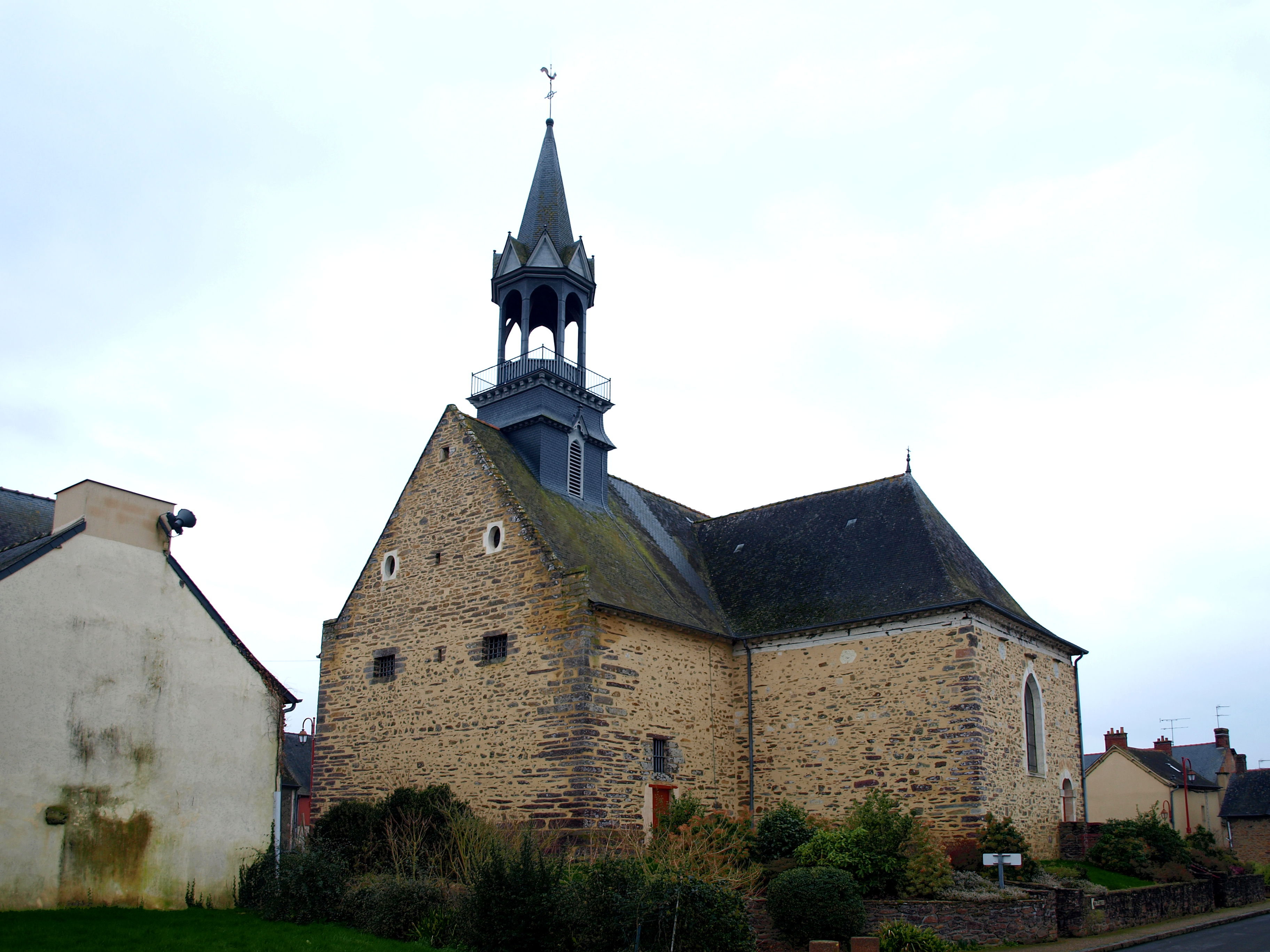
Église de la Sainte-Trinité
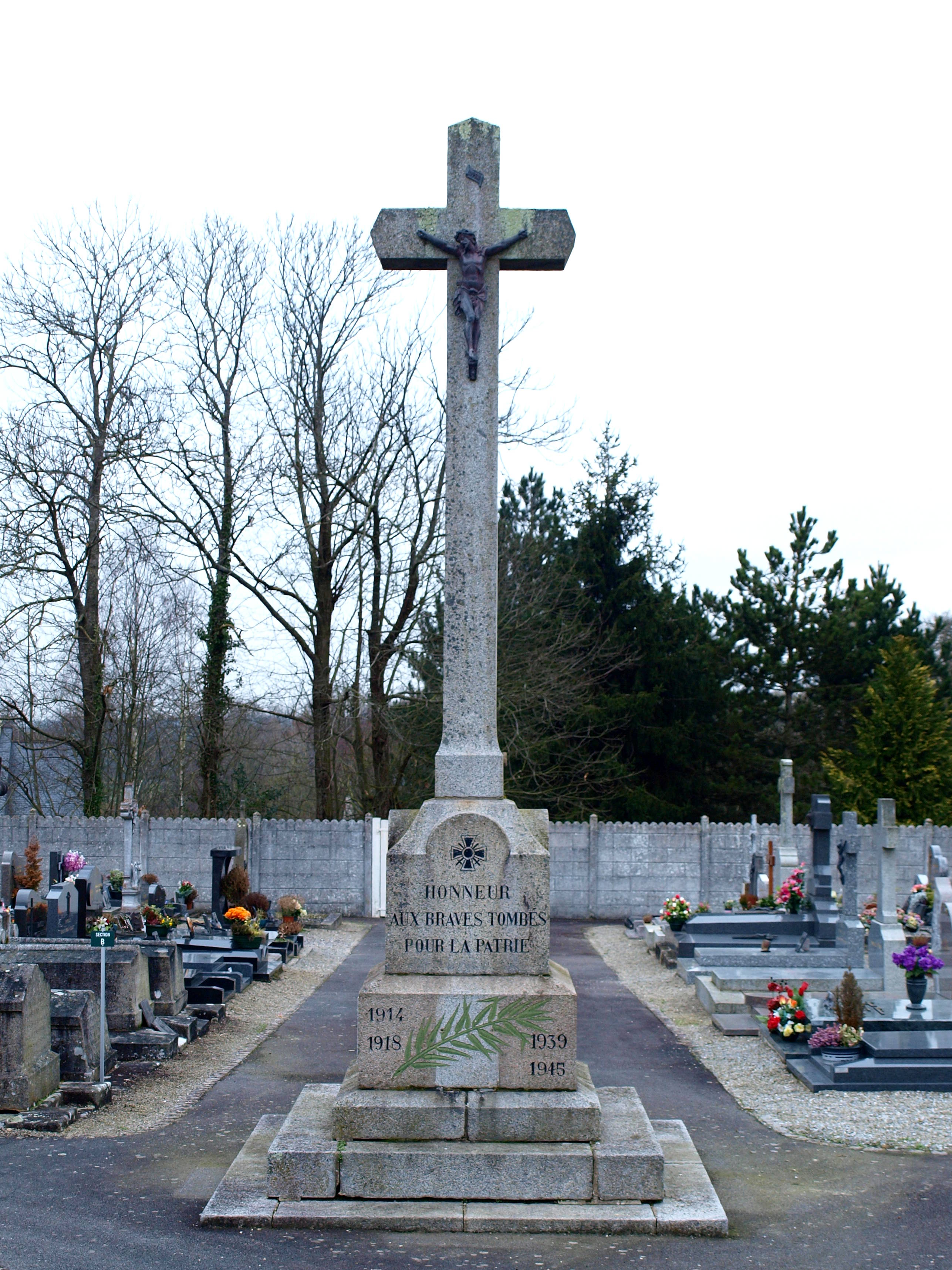
Monument aux morts
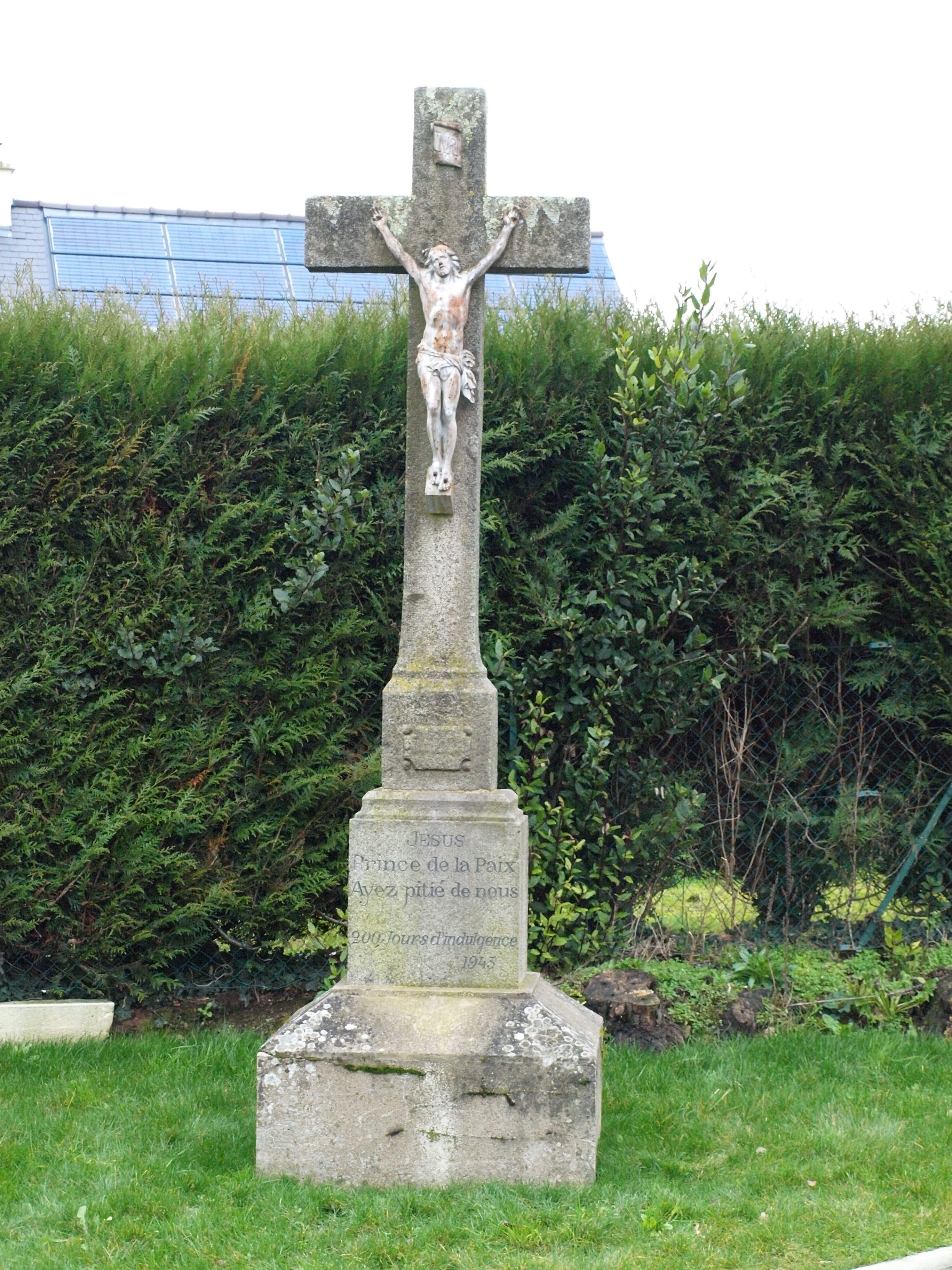
Croix

### Patrimoine naturel
- Étang de Beauvais, exemple d'étang méso-dystrophe à Carex en Ille-et-Vilaine

Sur les autres projets Wikimedia :
- Bourgbarré, sur Wikimedia Commons

### Personnalités liées à la commune
- Liste des communes d'Ille-et-Vilaine